# Manœuvre (marine)
Pour les articles homonymes, voir Manœuvre.
 (avril 2015).
Si vous disposez d'ouvrages ou d'articles de référence ou si vous connaissez des sites web de qualité traitant du thème abordé ici, merci de compléter l'article en donnant les références utiles à sa vérifiabilité et en les liant à la section « Notes et références ».
Dans le vocabulaire maritime, la manœuvre  est l'art de gouverner un navire. Elle consiste à donner des ordres de barre, de propulsion (allure des machines ou des moteurs), ou de disposition du gréement et d'une manière générale à diriger l'équipage, afin de placer le navire dans une position prédéterminée en toute sécurité. La manœuvre implique de prendre en compte tous les paramètres qui contribuent au déplacement du bateau et à les utiliser.

## Approche physique
Les navires évoluent à l’interface de deux fluides : l’eau et l’air. L’eau exerce sur la carène une force hydrostatique permettant au navire de flotter et une force hydrodynamique liée à la vitesse et à la forme du navire, aussi appelée résistance de carène et qui s’oppose à ses mouvements. Le vent apparent, mouvement relatif des particules d’air par rapport au navire, exerce sur les œuvres mortes une contrainte aérodynamique liée à la vitesse de l’air et au profil que le navire présente au vent. Les écoulements de ces deux fluides sont souvent instables et fortement marqués par des turbulences qui compliquent l’analyse des contraintes exercées. L’eau, 850 fois plus dense et 100 fois plus visqueuse que l’air, a toutefois une action rapidement prédominante sur le navire dès que celui-ci prend de la vitesse. À l’approche des quais, cette vitesse devient très faible et ce sont les effets du vent qui deviennent déterminants.
La manœuvre d’un navire peut s’appréhender comme un problème de physique d’analyse des évolutions d’un solide en interaction avec les fluides en mouvement qui l’entourent. Les données à prendre en compte, particulièrement nombreuses, sont liées au navire, à son chargement, à l’environnement portuaire, au vent et à la mer, soit un grand nombre de paramètres plus ou moins influents et principalement instables qui font de chaque manœuvre un cas unique difficilement reproductible. Il est donc très difficile d’exposer une théorie précise sur ces forces que le manœuvrier doit toutefois parfaitement connaître. Dans ce domaine comme dans d’autres nécessitant une capacité à anticiper, le déterminisme et les statistiques doivent cohabiter. L’approche déterministe implique de quantifier l’importance des phénomènes physiques qui sont en jeu pour anticiper leurs effets sur le navire. L’approche probabiliste fait appel à la pratique et à l’expérience pour analyser des situations comparables.

## Différents types de navires
Les navires récents sont plus grands et proportionnellement plus légers que leurs aînés. Ils dérivent plus facilement sous l’effet du vent et la maîtrise de leur trajectoire et de leur évolution est un exercice difficile. Les risques d’accident et de pollution n’autorisant pas l’improvisation, une approche rigoureuse et professionnelle implique une étroite collaboration entre le capitaine du navire et le pilote du port dont la formation spécifique et la capacité d’anticipation sont essentielles. La manœuvre est la spécialité d'une profession : le pilote de navire, qui a suivi un parcours alliant plusieurs années de navigation, des connaissances théoriques validées par concours d’État et une longue formation délivrée par des pairs.

## Capitaine et pilote
Les capitaines et les pilotes qui assument conjointement la responsabilité des manœuvres privilégient une approche basée sur la connaissance des navires et de l’environnement portuaire, l’observation, la pratique et l’expérience. « Étudies d’abord la science puis poursuis par la pratique née de cette science ». Cette méthode, ancrée dans la culture maritime, permet d’anticiper les réactions du navire et de « ressentir » empiriquement les forces qui s’exercent sur les œuvres vives et sur les œuvres mortes. Elle fait appel à la « sensibilité » du marin. Cette approche intuitive est d’autant plus efficace qu’elle s’appuie sur des connaissances théoriques et que l’expérience du manœuvrier est variée. Elle est aujourd’hui assistée par des outils numériques de positionnement satellitaire précis et performants. Elle enseigne aussi l’humilité et plus globalement le sens marin et conduit finalement, après de longues années de pratique, à bien assimiler les évolutions d’un navire dans son environnement grâce à une expertise pertinente de la vitesse, de l’inertie, des qualités manœuvrières des navires et de la compétence de leurs équipages.
La maîtrise de « l’art de la manœuvre » se perfectionnant, son apprentissage est long et demande un investissement personnel important pour adapter en permanence le cap et la vitesse du navire en s’aidant des forces qui s’exercent sur lui. Ces diverses forces qui agissent sur le navire en manœuvre peuvent être classées en deux catégories :
- celles que le manœuvrier met en action et qu’il peut modifier à son gré. Ce sont principalement les poussées de l'appareil propulsif, le moment évolutif du gouvernail, la tension des aussières et des chaînes d’ancres, et la traction des remorqueurs.
- les forces que le manœuvrier subit et qu'il doit utiliser : les effets du vent, du courant, des résistances de carènes, de la houle, les effets évolutifs des hélices.

L’anticipation du comportement du navire prend en compte les principes physiques de l’inertie car en manœuvre, ils imposent un contrôle précis de la vitesse et de la trajectoire. En effet, les lois fondamentales de la dynamique rappellent que les forces permettent de communiquer des accélérations aux solides en mouvement. L’accélération et la vitesse qui en découle sont physiquement liées à la masse du navire qui se chiffre en plusieurs dizaines et parfois même centaines  de milliers de tonnes. La prise en compte de l’inertie est donc fondamentale.
Si des compétences techniques sont nécessaires pour comprendre les relations entre les mouvements du navire et leurs causes, réussir une manœuvre demande des qualités d’analyse et de commandement : se poser « les bonnes questions », analyser la situation, son évolution probable et les risques, clairement communiquer à l’équipage les moyens à mettre en œuvre, anticiper les réactions du navire afin de s’engager dans un scénario cohérent qui prenne en compte les spécificités du navire et de l’environnement portuaire. « Des portes de sortie » doivent être ménagées en cas de problème. Enfin, il faut s’adapter très rapidement aux différentes situations de trafic liées à l’exploitation portuaire.
En mer, en particulier par mauvais temps, le courage et la capacité d’adaptation des marins sont rendus par la formule : « On s’engage puis on voit ». Dans l’environnement portuaire, tout aussi protecteur que dangereux pour les navires, cette devise pourrait aussi s’appliquer aux manœuvres. Elle nécessite de s’imposer une limite, celle de la sécurité. Fixer cette limite et en assumer la responsabilité demande souvent bien plus de courage que pour affronter les tempêtes en raison des contraintes réglementaires et économiques qui sont aujourd’hui très fortes. La culture du risque zéro s’impose à tous, capitaines et pilotes. Il faut donc parfois savoir renoncer. Ce sens de la mesure prend en compte la difficulté technique de la manœuvre, la gravité des risques et l’importance des enjeux environnementaux et commerciaux. L’histoire rappelle que « La roche Tarpéienne est proche du capitole (Arx tarpeia Capitoli proxima)», ou plus simplement que l’humiliation peut venir rapidement après les honneurs. Les marins engagés dans des manœuvres difficiles prouvent leur compétence par leur courage et leur valeur par la maîtrise du compromis.

## Autres dénominations

### Manœuvre
On appelle également manœuvres les opérations qui amènent le navire dans une position prédéterminée :
- les manœuvres d'entrée, de sortie de port et de chenalage ;
- les manœuvres d'accostage et d'appareillage ;
- les manœuvres de mouillage, de prise ou de largage de coffre et d'amarrage;
- les manœuvres de récupération d'homme à la mer ;
- les manœuvres de mise à l'eau d'embarcations, de bouées, de filets, etc. ;
- sur les grands voiliers, les manœuvres de virement de bord, qui étaient toujours des opérations délicates exigeant une préparation attentive ;
- les manœuvres de remorquage, de ravitaillement à la mer, de passage de courrier ou de transfert de personnel ;
- etc.

Pour l'exécution de ces opérations, tout ou partie de l'équipage est appelé aux postes de manœuvre.

### Apparaux de manœuvre
On appelle apparaux de manœuvre tous les appareils qui concourent à l'exécution de ces opérations : appareil à gouverner, guindeaux, treuils, bossoirs, ligne de mouillage, aussières, tangons...Sur les voiliers, les manœuvres dormantes désignent l'ensemble des cordages fixes du gréement ; et les manœuvres courantes, l'ensemble de ceux qui permettent d'établir ou de régler la voilure.

### Marine de guerre
Dans la marine de guerre, le personnel particulièrement formé et entraîné à la mise en œuvre et à l'entretien de ces apparaux est de la spécialité de manœuvrier Ce personnel assure également la mise en œuvre (mise à l'eau et conduite) des embarcations (la drome du navire); le matelotage constitue une des bases de son métier.
Ces spécialistes sont appelés familièrement à tort, les boscos. Le bosco est généralement un officier marinier supérieur. C'est le « patron » des manœuvriers du bord.